# Єспер Карльстрем
Єспер Карлстрем (швед. Jesper Karlström, нар. 21 червня 1995, Стокгольм) — шведський футболіст, півзахисник італійського клубу «Удінезе».

## Клубна кар'єра
Народився 21 червня 1995 року в місті Стокгольм. Вихованець юнацьких команд футбольних клубів «Гаммарбю» та «Броммапойкарна».
У дорослому футболі дебютував 2013 року виступами за команду «Броммапойкарна», в якій провів два сезони, взявши участь у 41 матчі чемпіонату. Більшість часу, проведеного у складі «Броммапойкарни», був основним гравцем команди, але не врятував її від вильоту з Аллсвенскан за результатами сезону 2014 року.
22 січня 2015 року Карлстрем перейшов у «Юргорден», підписавши з клубом чотирирічний контракт. У серпні 2017 року був відданий в оренду назад в «Броммапойкарну», якій того ж сезону допоміг повернутись у шведську еліту. Наступного року у складі «Юргордена» став володарем Кубка Швеції. Станом на 19 червня 2018 року відіграв за команду з Стокгольма 77 матчів в національному чемпіонаті.
3 серпня 2024 року Єспер Кальстрем приєднався до італійського клубу «Удінезе», з яким підписав контракт на два роки.

## Виступи за збірні
2012 року дебютував у складі юнацької збірної Швеції, взяв участь у 24 іграх на юнацькому рівні, відзначившись 3 забитими голами.
Протягом 2014—2015 років залучався до складу молодіжної збірної Швеції. На молодіжному рівні зіграв у 5 офіційних матчах, забив 1 гол.
11 січня 2018 року дебютував у національній збірній Швеції в товариській грі з Данією (1:0).

## Титули і досягнення
- Володар Кубка Швеції (1):

«Юргорден»: 2017-18
- Чемпіон Швеції (1):

«Юргорден»: 2019
- Чемпіон Польщі (1):

«Лех»: 2021-22